# Forces d'autodéfense (Rojava)
Les Forces d'autodéfense (en kurde : Hêzên Xweparastinê, abrégé HXP ; en arabe : قوات الحماية الذاتية, Quwwāt al-himāyati al-dhātiyati ; en syriaque : ܓܘܫܡܐ ܕܣܘܝܥܐ ܘܣܘܬܪܐ ܝܬܝܐ, Gushmo d'Suyo'o w'Sutoro Yothoyo) sont une milice formée en 2014 par le Parti de l'union démocratique (PYD) pour défendre les cantons du Rojava, lors de la guerre civile syrienne.

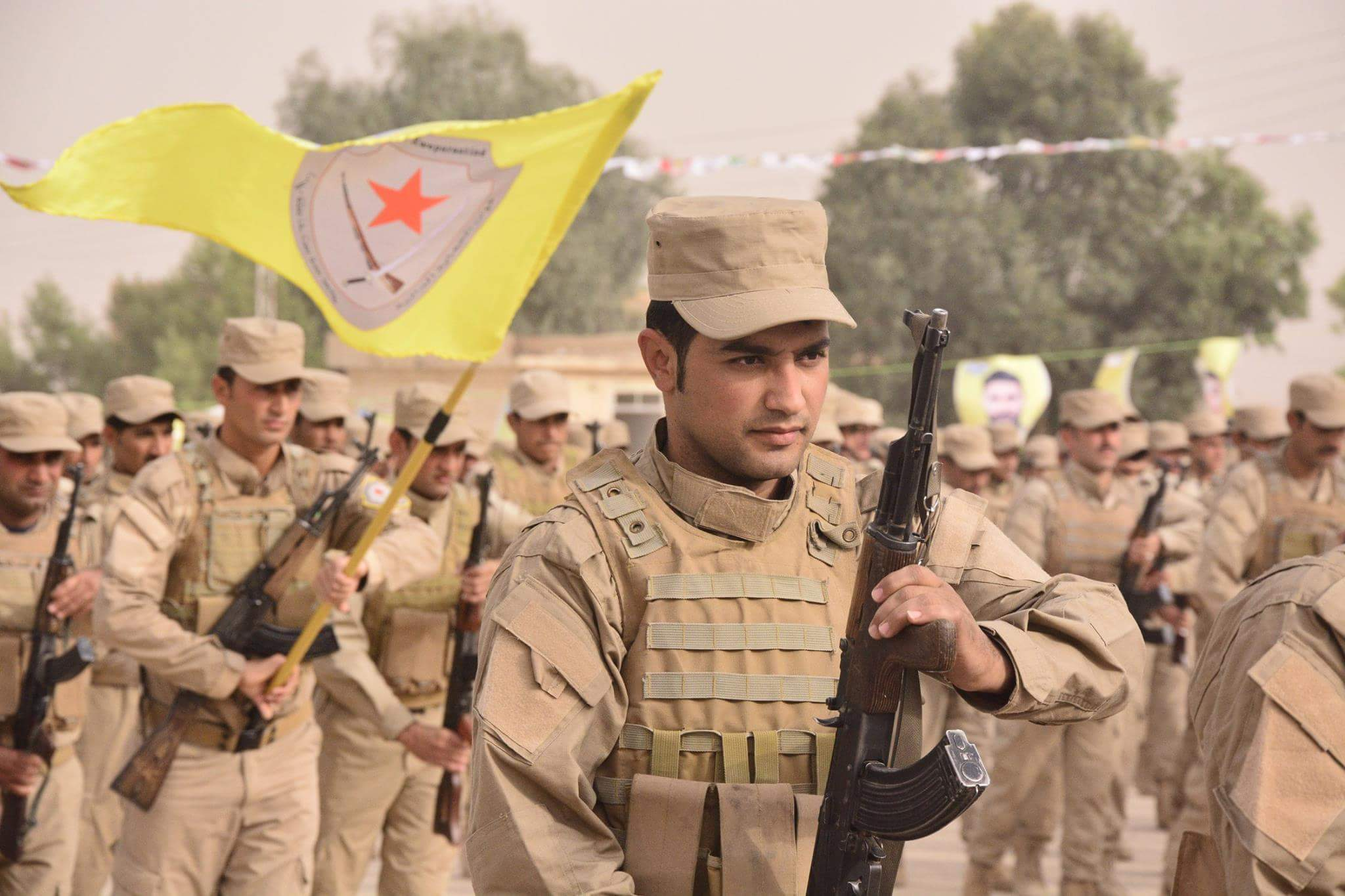
Des combattants des Forces d'autodéfense en 2016.